# Ruta Provincial 20 (San Luis)
La Ruta Provincial 20 es una autovía de 82 km que se encuentra en el centro de la Provincia de San Luis, Argentina, uniendo Juana Koslay en las cercanías de la capital provincial con la ciudad de La Toma, en dirección oeste - este.
Este camino, junto con la Ruta Provincial 55, permite un rápido acceso desde la Ciudad de San Luis hacia los destinos turísticos del noreste provincial. El primer camino de ripio fue construido en 1953 e inaugurado al año siguiente.
Originalmente esta ruta llegaba más al oeste, hasta la Ruta Nacional 147 dentro de la Ciudad de San Luis, y era la continuación de la Avenida del Fundador.
La autovía con calzada de hormigón de 6,70 m de ancho fue construida en dos etapas: el tramo occidental, desde la Ruta Nacional 7 hasta Los Puquios, fue ejecutado entre los años 2001 a 2003. El resto de la obra fue realizada en los años 2005 y 2006.
Con la presencia de autoridades provinciales, esta autovía se inauguró el 30 de mayo de 2006 con el nombre de Autopista El Saladillo.

## Localidades
A lo largo de su recorrido, esta ruta atraviesa unas pocas localidades ubicadas en los tres diferentes departamentos que cruza, y que se detallan a continuación. Aquellas que figuran en itálica, son cabecera del departamento respectivo. Entre paréntesis, figuran los datos de población según censo INDEC 2010. Las localidades con la leyenda s/d hacen referencia a que no se encontraron datos oficiales.
- Departamento General Pedernera: s/d
- Departamento Coronel Pringles: La Toma (7.374), Saladillo (275).
- Departamento Juan Martín de Pueyrredón: Juana Koslay (12.467).

## Recorrido
| RMq | RMItu1a | RMq |  |  |  |

|  | MWNODE | RMq | RM+r |  |  |

|  | STR |  | MWNODE | STRq |  |

|  | STRl | STRq | MWNODE |  |  |

|  |  | WASSERq | RMoW2 | WASSERq |  |

|  |  | RM + lZOLL |

|  |  | BHF |

|  |  | STRq | MWNODE | STRq |  |

|  |  | WASSERq | RMoW2 | WASSERq |  |

|  |  | WASSERq | RMoW2 | WASSERq |  |

|  |  | WASSERq | RMoW2 | WASSERq |  |

|  |  | STRq | MWNODE | STRq |  |

|  |  | WASSERq | RMoW2 | WASSERq |  |

|  |  | WASSERq | RMoW2 | WASSERq |  |

|  |  | WASSERq | RMoW2 | WASSERq |  |

|  |  | STRq | RMIdo | RM+r |  |

|  |  |  | WASSERq | RMoW2 | WASSERq |

|  |  | RM + lZOLL |

|  |  |  |  | MWNODE |

|  |  |  |  | MWNODE | RMIto2eq |